# Sivasspor
El Sivasspor es un club de fútbol turco ubicado en la ciudad de Sivas. Actualmente juega en la TFF Primera División.
En la temporada 2004/05 se consagró campeón de la TFF Primera División, la segunda división turca, ascendiendo así a la máxima categoría por primera vez en su historia. Llevando solamente 4 años en la Superliga, en la temporada 2008/09, logró el subcampeonato y con ello participar en la tercera ronda previa de la UEFA Champions League, en la que perdieron ante el club belga Anderlecht por un global de 6-3, a pesar de haberse impuesto por 3-1 en la vuelta. Luego de ello, jugaron la última ronda previa de la Europa League pero fueron eliminados por los ucranianos del Shakhtar Donetsk, en aquel momento vigente campeón de la ex Copa UEFA, al perder por un global de 5-0.
En la temporada 2020-21 el equipo disputó por primera vez en su historia la fase de grupos de una copa internacional, la UEFA Europa League.
En la temporada 2021-2022 logró ganar la copa de Turquía consiguiendo así clasificar a la UEFA Conference League.

## Palmarés
| Torneos nacionales         | Títulos                                                     | Subcampeonatos          |
| -------------------------- | ----------------------------------------------------------- | ----------------------- |
| Superliga de Turquía (0/1) |                                                             | 2009                    |
| Copa de Turquía (1/0)      | 2022                                                        |                         |
| TFF Primera División (2/2) | 2005, 2017                                                  | 1972, 1973.             |
| TFF Segunda División (1/2) | 1999                                                        | 1989, 1993.             |
| Copa República (10/4)      | 2001, 2002, 2004, 2005, 2008, 2011, 2015, 2017, 2018, 2019. | 2010, 2012, 2013, 2014. |

| Torneos internacionales         | Títulos | Subcampeonatos |
| ------------------------------- | ------- | -------------- |
| Copa Intertoto de la UEFA (0/1) |         | 2008           |

### Torneos amistosos
- Copa Antalya (1): 2008

## Participación en competiciones de la UEFA
| Competicion UEFA | Competicion UEFA        | Competicion UEFA   | Competicion UEFA  | Competicion UEFA | Competicion UEFA | Competicion UEFA |
| Temporada        | Torneo                  | Ronda              | Club              | Casa             | Visita           | Global           |
| ---------------- | ----------------------- | ------------------ | ----------------- | ---------------- | ---------------- | ---------------- |
| 2008             | Copa Intertoto          | 2                  | FK Grbalj         | 1–0              | 2–2              | 3–2              |
| 2008             | Copa Intertoto          | 3                  | Braga             | 0–2              | 0–3              | 0–5              |
| 2009–10          | Liga de Campeones       | 3.ª Clasificatoria | Anderlecht        | 3–1              | 0–5              | 3–6              |
| 2009–10          | Liga Europa             | Play-off           | Shakhtar Donetsk  | 0–3              | 0–2              | 0–5              |
| 2020-21          | Liga Europa             | Grupo I            | Villarreal        | 0–1              | 3–5              | 3er lugar        |
| 2020-21          | Liga Europa             | Grupo I            | Maccabi Tel Aviv  | 1–2              | 0–1              | 3er lugar        |
| 2020-21          | Liga Europa             | Grupo I            | Qarabağ           | 2–0              | 3–2              | 3er lugar        |
| 2021–22          | Liga Europa Conferencia | 2.ª Clasificatoria | Petrocub Hîncești | 1–0              | 1–0              | 2–0              |
| 2021–22          | Liga Europa Conferencia | 3.ª Clasificatoria | Dinamo Batumi     | 1–1              | 2–1              | 3–2 (t. s.)      |
| 2021–22          | Liga Europa Conferencia | Play-off           | Copenhague        | 1–2              | 0–5              | 1–7              |